# 順序群
抽象代数学における（半）順序群（じゅんじょぐん、英: [partially] ordered group）は、両側移動不変な順序関係を付加的な構造として備えた群である。

## 定義
群 (G, ⋅) と G 上の順序 ≤ が与えられ G の任意の元 a, b, g に対して
a ≤ b ならば ag ≤ bg かつ ga ≤ gb が成り立つ
という意味で順序 ≤ と群演算 "⋅" とが両立するとき、(G, ⋅, ≤) は順序群であるという。紛れの惧れがないならばこれを単に順序群 G と書く。
以下、群演算の可換性を仮定しないが、順序群は加法的に記すものとする。即ち、群演算を "+", 群の単位元を 0, x の逆元を −x で表す。
順序群 G の元 x が G の正元 (positive element) とは 0 ≤ x を満たすことを言う。G の正元全体の成す集合を G の正錐 (positive cone) と呼び、しばしば G+ で表す。正錐を用いれば、a ≤ b ⇔ −a + b ∈ G+ と書ける。
一般の群 G に対して、正錐の存在は G を順序群とする順序を一意的に定める。即ち、群 G が順序群となるための必要十分条件は、以下の条件を満たす部分集合 H が存在することである（この H が正錐 G+ になる）。 
- 0 ∈ H
- a ∈ H かつ b ∈ H ならば a + b ∈ H
- a ∈ H ならば −x + a + x ∈ H が各 x ∈ G に対して成り立つ。
- a ∈ H かつ −a ∈ H ならば a = 0 である

従ってしばしばこの条件を満たす組 (G, H) を順序群と定義することもある。

## 諸概念
順序群 G とその正錐 G+ に対し、G が無孔 (unperforated) であるとは、適当な自然数 n に対して n⋅g ∈ G+ ならば必ず g ∈ G+ が成り立つことを言う。 無孔であることは、正錐 G+ に「隙間」("gap") がないことを意味する。
順序群の順序が全順序ならば全順序群（または線型順序群）といい、順序が束（つまり任意の二元集合が上限を持つ） ならば束群 (lattice-ordered group; ℓ-group) と呼ぶ。
リース群は束群より少し弱い性質を満たす無孔順序群である。つまり、リース群は
リースの補間条件: G の任意の元 x1, x2, y1, y2 は、xi ≤ yj を満たすならば適当な z ∈ G が存在して xi ≤ z ≤ yj とすることができる
を満足する。
二つの順序群 G, H に対して、写像 f: G → H が順序群の準同型であるとは、f は抽象群の準同型であってかつ単調写像となっていることを言う。順序群の全体は、順序群の準同型を射として圏を成す。
順序群（特に順序加群）は体の賦値を定義するのに用いられる。

## 例
- 順序線型空間（英語版）は順序群である。
- リース空間は束群である。
- Zn に成分ごとの和で群演算を入れたものに、順序を {\displaystyle (a_{1},\dotsc ,a_{n})\leq (b_{1},\dotsc ,b_{n}):\!\iff a_{i}\leq b_{i}\quad (\forall i=1,\dotsc ,n)} で入れたもの（右辺は整数の通常の大小関係）は順序群の典型的な例である。
- より一般に、順序群 G と勝手な集合 X に対し、X から G への写像全体の成す空間 GX は成分ごとの演算によりまた順序群になる。また、順序群 G の任意の（単に群としての）部分群は G の順序をそこへ制限した順序に関して順序群を成す。

## 注